# 투자 철로
투자 철로(图佳铁路)는 지린성 투먼시와 헤이룽장성 자무쓰시를 연결하는 중화인민공화국 철도부의 철도 노선이다. 주요 경유지의 행정구역은 투먼시, 왕칭현, 닝안시, 무단장시, 린커우현, 자무쓰시이다. 투먼역과 무단장역 구간을 무투선(牡圖線), 무단장역과 자무스역 구간을 무자선(牡佳線)으로 부르기도 한다. 투먼역부터 146.2km 지점(鹿道驛과 떠우꺼우쯔역(斗溝子驛) 사이)까지는 선양철도국이 그 이북은 하얼빈철도국이 운영하고 있다.

## 노선정보
- 구간과 거리: 투먼역―자무쓰역 580.2km
- 역수(驛數): 52개(양단역 포함)
- 궤도간격: 1,435mm(표준궤)
- 복선구간: 무단장역—린커우역
- 전철화구간: 없음[2]

## 역사
일본이 둥베이 3성을 점령한 후, 둥베이 3성의 동부로부터 외국 수송을 위한 석탄·목재·기타 자원을 일본으로 수송하기 위해, 자무쓰에서 무단장과 투먼을 거쳐 조선(일제강점기 시기)의 나진, 청진에 항구와 철도 건설을 필요로 했다. 이 역사적 배경에서 투자선은 세 구간으로 나뉘어 건설되었다.
첫 번째 구간은 무투선(牡图线, 투먼~무단장)이다. 1932년 3월에 노선을 선정하고, 10월에 탐사가 완료되었다. 1933년 6월 “만주국철도주식회사”에 의해 차공되었다. 지린-헤이룽장 두 성의 경계인 노야령(老爷岭)을 지나는 길이 1900m의 라오예링 터널(老松岭隧道)의 건설이 시작되어, 1934년 11월 15일 터널이 완공되었다. 1933년 10월 16일부터 1934년 12월 10일까지 무투선 부설을 완료하였다. 1935년 7월 1일에 정식으로 영업했다.
두 번째 구간은 무린선(牡林线, 무단장~린커우 110km)이다. 1934년 1월에 측량이 완성되었다. 1934년 3월에 4개 구간으로 나누어 착공하였다. 1934년 12월 21일부터 무단장~린커우간 철도 건설을 시작하여, 1935년 4월 16일 개통되었다. 1935년 7월 10일에 시험 운영되었다. 1936년 7월 1일에 정식으로 운영되었다.
세 번째 단락은 린자선(林佳线, 린커우~자무쓰)이다. 린커우~보리(勃利) 구간은 1934년 10월에 측량을 마치고, 1935년 5월에 공사가 시작되었다. 1935년 10월 1일 린커우~자무쓰까지 철도가 건설되었고, 1935년 12월 중순에는 보리역까지 건설되었다. 보리~자무쓰 구간은 1935년 2월에 측량이 완료되었고, 1936년 12월 10일에 자무쓰까지 철로가 건설되면서, 투자선의 전구간이 개통되었다. 1937년 1월 15일 린자선 시험운영을 시작했다. 1937년 7월 1일 린자선이 정식으로 운영되었다.
1941년, 투먼~신싱 간 30km 복선이 건설되었다.
투자선이 개통된 후 일본 당국은 둥베니 동부 지역에 자원을 확보했으며, 예를 들어,현지 콩, 허강(鹤岗) 석탄, 샤오싱안링(小兴安岭) 산맥에서 백두산까지 구간의 목재가 투먼(图门)을 통해 일본 본토로 이송되었다. 동시에, 일본은 투자선을 따라 쳰전(千振,현 화난현)과 (弥荣,현 멍자강현) 등으로 이민을 갔다. 투자선의 건설과 운영을 둘러싸고 둥베이 항일연군(东北抗日联军)은 일본만주 당국과 계속 격렬한 전투 충돌을 벌였다.
1941년 12월 7일 태평양전쟁이 발발한 이후 군운열차(军运列车)가 대량으로 증가하면서 상운열차는 상대적으로 줄어들었다.
1958년 무단장 철로관리국은 무단장~린커우(林口) 구간에 복선 확장을 시작하였고, 1962년 국가압축기본건설로 인해 건성이 중단되었다.1982년 국가는 지시(鸡西), 치타이허(七台河)의 석탄 외수 능력을 증대하기 위하여, 무린(牡林) 구간 복선 건설 및 부대 개조를 계획에 포함시켰다. 하얼빈 철로국은 1985년 5월 무린선(牡林线) 복선 건설을 시작했다. 1992년 무린선 복선이 조성되어 운영되었다.

## 기술
투자선은 무단강을 닝안 철로대교(宁安铁路大桥), 원춘 철로대교(温春铁路大桥), 하이랑 철로대교(海浪铁路大桥), 화린 철로대교(桦林铁路大桥)를 통해 네 번 건너다. 모두 철근 콘크리트 교각 위에 강철판이 있는 교량으로, 길이는 20m이다.

## 같이 보기
- 남만주철도

## 참고
1. ↑  하얼빈철도국 관할구역 노선도[깨진 링크(과거 내용 찾기)]
2. ↑  중장기 철도망 계획도
3. ↑  帝国主义争夺路权，中国铁路缓慢发展时期(3) 보관됨 2010-12-26 - 웨이백 머신